# 小霰錐折螺
小霰錐折螺（学名：Bouchetriphora otsuensis）为左錐螺科下的一个种。舊屬左錐螺屬，今屬布氏左錐螺屬，是一種底棲生物。

## 外部連結
- 維基物種上的相關：小霰錐折螺